# Ocean Shores (Washington)
Ocean Shores az Amerikai Egyesült Államok északnyugati részén, Washington állam Grays Harbor megyéjében elhelyezkedő város. A 2010. évi népszámlálási adatok alapján 5569 lakosa van.
A várost 1969-ben az egy főre jutó bevétel alapján „a leggazdagabb kisvárosnak” nevezték.
A North Bench Tankerület négy iskolát tart fenn.
Az Ocean Shores-i városi repülőtér fenntartója az önkormányzat.

## Éghajlat
A város éghajlata óceáni (a Köppen-skála szerint Cfb).
| Hónap                         | Jan. | Feb. | Már. | Ápr. | Máj. | Jún. | Júl. | Aug. | Szep. | Okt. | Nov. | Dec. | Év   |
| ----------------------------- | ---- | ---- | ---- | ---- | ---- | ---- | ---- | ---- | ----- | ---- | ---- | ---- | ---- |
| Átlagos max. hőmérséklet (°C) | 2,0  | 5,1  | 10,8 | 16,9 | 22,0 | 25,0 | 27,1 | 26,7 | 22,6  | 16,4 | 8,5  | 3,8  | 15,6 |
| Átlagos min. hőmérséklet (°C) | −2,7 | −0,5 | 2,9  | 7,8  | 11,7 | 14,9 | 16,4 | 16,0 | 12,6  | 7,8  | 3,3  | −0,5 | 7,5  |
| Átl. csapadékmennyiség (mm)   | 41   | 38   | 33   | 41   | 61   | 69   | 46   | 56   | 38    | 33   | 58   | 48   | 562  |
| Forrás: The Weather Channel   |      |      |      |      |      |      |      |      |       |      |      |      |      |

## Népesség
A 2010-es népszámláláskor a városnak 5569 lakója, 2707 háztartása és 1657 családja volt. A népsűrűség 252,5 fő/km2. A lakóegységek száma 4758, sűrűségük 215,7 db/km2. A lakosok 90,2%-a fehér, 0,9%-a afroamerikai, 2,1%-a indián, 1,7%-a ázsiai, 0,2%-a a Csendes-óceáni szigetekről származik, 0,6%-a egyéb, 4,2%-a pedig kettő vagy több etnikumú. A spanyol vagy latino származásúak aránya 3,2% (   )
A háztartások 14,6%-ában élt 18 évnél fiatalabb. 49,9% házas, 7,8% egyedülálló nő, 3,4% egyedülálló férfi, 38,8% pedig nem család. 30,5% egyedül élt; 14,4%-uk 65 éves vagy idősebb. Egy háztartásban átlagosan 2,06 személy élt; a családok átlagmérete 2,49 fő.
A medián életkor 57,3 év volt. A város lakóinak 12,6%-a 18 évesnél fiatalabb, 4,9% 18 és 24 év közötti, 14%-uk 25 és 44 év közötti, 37,5%-uk 45 és 64 év közötti, 31,1%-uk pedig 65 éves vagy idősebb. A lakosok 48,3%-a férfi, 51,7%-a pedig nő.

## Death on the Fourth of July
David Neiwert Death on the Fourth of July című könyve a 2000. július 4-i, rasszista indíttatású támadásról szól. A hétvégét a városban töltő ázsiai-amerikaiakra egy fehér férfiakból álló csoport támadt; az ázsiaiak egyike, Minh Duc Hong megkéselte Chris Kinisont, aki belehalt sérüléseibe. Hungot a bíróság végül felmentette.

## Nevezetes személy
- Pat Boone, énekes és szónok[15]

## Fordítás
- Ez a szócikk részben vagy egészben  az   Ocean Shores, Washington című angol Wikipédia-szócikk ezen változatának fordításán alapul.  Az eredeti cikk szerkesztőit annak laptörténete sorolja fel. Ez a jelzés csupán a megfogalmazás eredetét és a szerzői jogokat jelzi, nem szolgál a cikkben szereplő információk forrásmegjelöléseként.